# پارک آبی آزادگان
پارک آبی آزادگان از مراکز تفریحی شهر تهران است که در منطقه ۱۵ شهرداری تهران در بخش غربی محله مشیریه، انتهای بزرگراه آزادگان نزدیک به میدان بسیج قرار گرفته‌است. این پارک امکانات شنا، موج سواری و سرسره بازی دارد. مدیریت این پارک را بخش خصوصی تحت نظارت سازمان فرهنگی هنری شهرداری تهران به عهده دارد.
پارک آبی آزادگان در سال ۱۳۷۴، ساخته شد و حدود دو سال بعد، مورد بهره‌برداری قرار گرفت. این پارک آبی که از استخر مواج، دایوهای مرتفع و دریاچه تشکیل شده‌است به دست مهندسان ایرانی ساخته شده‌است. این پارک حدود سه سال است که تبدیل به انبار ورزشی شده‌است.این پارک به همت شهرداری تهران و توسط چند شرکت پیمانکار از جمله شرکت آبژ شرکت لادگر و شرکت زلال ایران در سال ۱۳۷۶ در زمانی به بهره برداری رسید که اولین پارک آبی خاورمیانه بود و سالها بعد پارک های آبی در دبی و آنتالیا شروع به خودنمایی کردند.
در دهه ۸۰ نوجوانی ۱۶ ساله بر اثر سقوط از سرسره ی آنجا فوت کرد. این پارک آبی در سال ۱۳۹۰ به دلیل خطرناک بودن سرسره ها و اصولی نبودن پارک آبی آزادگان تعطیل گشت.